# Fréscano
Fréscano es un municipio de España, en la provincia de Zaragoza, comarca Campo de Borja, Comunidad Autónoma de Aragón. Tiene un área de 18,41 km² con una población de 204 habitantes (INE 2019) y una densidad de 11,03 hab/km². Su núcleo principal de población es la localidad del mismo nombre.

## Contexto geográfico
Tiene una superficie de 18,41 km² con una población de 204 habitantes y una densidad de 11,03 hab/km². Está situado a 3,5 kilómetros de Mallén, a 10 kilómetros de Borja y aproximadamente a 60 kilómetros de Zaragoza. Se localiza en el valle del río Huecha, en su curso bajo, en su orilla izquierda y al noroeste de Zaragoza.
Además hay cinco yacimientos arqueológicos de la Edad del Hierro: Morredón I, Morredón II, Burrén, Burrena y La Cruz. Todos estos yacimientos están catalogados como Bienes de Interés Cultural (BIC).

## Historia
Fréscano figuraba como villa en 1287 y tiene una honda tradición agrícola. La primera mención de Fréscano aparece en 1134. Lugar de señorío, se sabe que el 19 de octubre de 1283 pertenecía a Pedro Cornel. La entonces villa debió contar con su correspondiente fortaleza, puesto que Alfonso III de Aragón, el 3 de enero de 1287, "absolvió a Pedro Cornel de la potestad del castillo y villa de Fréscano, que le había dado Jaime I de Aragón".
El casco urbano mantiene aún algunas características árabes, sobre todo en lo que respecta al trazado de las calles y a los edificios de adobe y tapial, ya que las calles son estrechas y con bastantes curvas. En Fréscano, la expulsión de los moriscos afectó a noventa casas y 450 personas, con lo que se demuestra que la mayoría de la población era de procedencia árabe en 1610, y tuvieron que pasar más de dos siglos para recuperar la pérdida, hasta 1848, en que Pascual Madoz contó "134 casas, 105 vecinos y 500 almas". Ello determinó una explosión demográfica que fue en aumento a lo largo del siglo XIX, con 704 habitantes en 1857. En 1882 varios pueblos de la Comarca de Borja, formaron una comisión donde mandaron un informe a la Compañía de Ferrocarril Norte para intentar crear la línea de ferrocarril Borja-Cortes, que fue inaugurada el 27 de mayo de 1889.

## Demografía
Fréscano cuenta con una población de 194 habitantes (INE 2024).
| Gráfica de evolución demográfica de Fréscano entre 1842 y 2021                                                      |
| |
| Población de derecho según los censos de población del INE Población de hecho según los censos de población del INE |

## Administración y política
| Período   | Alcalde                         | Partido |  |
| --------- | ------------------------------- | ------- |  |
| 1979-1983 | José María Cuartero Huerta      | Ind.    |  |
| 1983-1987 |                                 |         |  |
| 1987-1991 |                                 |         |  |
| 1991-1995 |                                 |         |  |
| 1995-1999 |                                 |         |  |
| 1999-2003 |                                 |         |  |
| 2003-2007 |                                 |         |  |
| 2007-2011 |                                 |         |  |
| 2011-2015 | José Valentín Cuartero Tabuenca | PAR     |  |
| 2015-2019 | José Valentín Cuartero Tabuenca | PAR     |  |
| 2019-2023 | Jorge Cuartero de los Ríos      | PAR     |  |

| Partido político    | Partido político                                   | 2003   | 2007   | 2011   | 2015   |
| Partido político    | Partido político                                   | Ediles | Ediles | Ediles | Ediles |
|                     | Partido Aragonés (PAR)                             | 4      | 4      | 4      | 3      |
|                     | Partido de los Socialistas de Aragón (PSOE-Aragón) | 1      | —      | 1      | 2      |
|                     | Partido Popular de Aragón (PP)                     | —      | 1      | —      | —      |
|                     | Chunta Aragonesista (CHA)                          | —      | —      | —      | —      |
| Total de concejales | Total de concejales                                | 5      | 5      | 5      | 5      |

## Economía
La economía de Fréscano ha estado históricamente ligada a la agricultura aunque también ha poseído alguna cantera de importancia.

### Canteras
Para la reconstrucción del Puente de Piedra de Zaragoza y La Seo se utilizaron piedras de la cantera de Burrén, ya que esta cantera era propiedad del Papa, el consistorio de Zaragoza tuvo que pedir una autorización para poder extraer esta piedra y así utilizarla para las labores de reconstrucción de estos edificios. La reconstrucción del Puente de Piedra se hizo en el año 1405.
Como la cantera tenía muy buena fama, se utilizaron también las piedras para construir el Canal Imperial de Aragón, situado en Fontellas.

### Agricultura
Fréscano ha sido siempre un pueblo de tradición agrícola. Hoy en día los agricultores riegan sus cultivos por aguas elevadas del embalse de Yesa y utilizando las posibilidades que les da el centenario Canal de Lodosa.
Pantano de Yesa
El pantano, o embalse, de Yesa se empezó a construir a un ritmo poco satisfactorio por su lentitud y cuando en mayo de 1930 se autorizó un traspaso de la contrata, el nuevo contratista tampoco logró su aceleración dando lugar a que, en mayo de 1931, fecha en que vencía el plazo de construcción, únicamente se había efectuado las excavaciones sin comenzarse su hormigonado.
Por Orden Ministerial del 30 de junio de 1934 fue aprobada una modificación el proyecto original del pantano de Yesa, redactada por René Petit D'Ory, que respetaba la capacidad de embalse de 470 millones de metros cúbicos, inicialmente prevista. Conjuntamente se estudió el aprovechamiento hidroeléctrico del pantano, prescribiéndose en la citada Orden Ministerial que su concesión sería independiente de la construcción de las obras del pantano.
Por Orden Ministerial del 15 de septiembre de 1956 se aprobaba el Segundo Proyecto Reformado del Pantano de Yesa. También firmado por René Petit, que sirvió de base para su definitiva ejecución.
Tras estas modificaciones, aún conservándose las finalidades del proyecto de Félix de los Ríos, quedaron reducidas a 110 000 las hectáreas de la zona regable, frente a las 132 787 inicialmente previstas.
Las obras cobraron un ritmo hasta entonces desconocido y en el plazo de tres años culminaron la construcción del embalse que, a partir de 1960, entró ya en normal funcionamiento.
La inauguración oficial del embalse de Yesa tuvo lugar el 8 de abril de 1959 por el general Franco a quien acompañaban Jorge Vigón, Camilo Alonso Vega y Cirilo Cánovas.
Canal de Lodosa o de Victoria-Alfonso
Otra forma de regar los campos de cultivo era por el Canal de Lodosa, orginariamente llamado canal de Victoria-Alfonso. La idea de construir en Canal de Lodosa surgió en 1891 con la finalidad de regar una importante franja de las provincias de Logroño, Navarra y Zaragoza, ribereña con la margen derecha del Ebro. El proyecto no cristalizó hasta que se redactó en 1907, firmado por el ingeniero D. Cornelio Arellano. Las obras fueron autorizadas por R.O. en 1910 y comenzaron en mayo de 1915.
La concesión originaria limitaba la toma de aguas del canal con la obligación de dejar pasar por el Ebro un caudal mínimo de treinta y dos metros cúbicos, precisos para los aprovechamientos ya consolidados. La construcción del pantano del Ebro, el gran sueño de Lorenzo Pardo, permitió potenciar el canal y, consiguientemente los riegos de su influencia.
El canal deriva sus aguas del Ebro en la presa del Mártires de Lodosa, del que toma su nombre. El primer tramo comprende hasta su cruce en Calahorra con el río Cidacos, que sortea con un airoso acueducto de 422 metros de longitud.
El segundo tramo comprende hasta el cruce del canal con el río Alhama, en Alfaro. La obra más importante del sector es el acueducto sobre el barranco Recuenco, en Calahorra, con una longitud de 243 metros y una altura máxima de ocho metros.
El tercer tramo alcanza hasta el paso del canal sobre el río Queiles. En este sector, el canal atraviesa cuatro túneles, con una extensión total de 5 029 metros.
El último tramo, de 55 kilómetros de longitud, comprende hasta el río Huecha, ya en la provincia de Zaragoza, estando prevista su prolongación hasta Gallur.
El canal proporciona una zona regable de 12 785 hectáreas, de las que 5 106 hectáreas corresponden a La Rioja, 4 895 a la provincia de Navarra y 2 783 hectáreas a la de Zaragoza.
Mallén y Novillas con 1 723 hectáreas, Fréscano con 560 hectáreas que riega con aguas elevadas y Bisimbre y Agón con 500, son los pueblos aragoneses que obtienen la posibilidad de regar sus campos con el Ebro, gracias al Canal de Lodosa, o, si lo prefieren de Victoria-Alfonso.
La inauguración de este canal tuvo lugar en el año 1936, año en el que también comenzó la Guerra Civil en España.

## Yacimientos arqueológicos

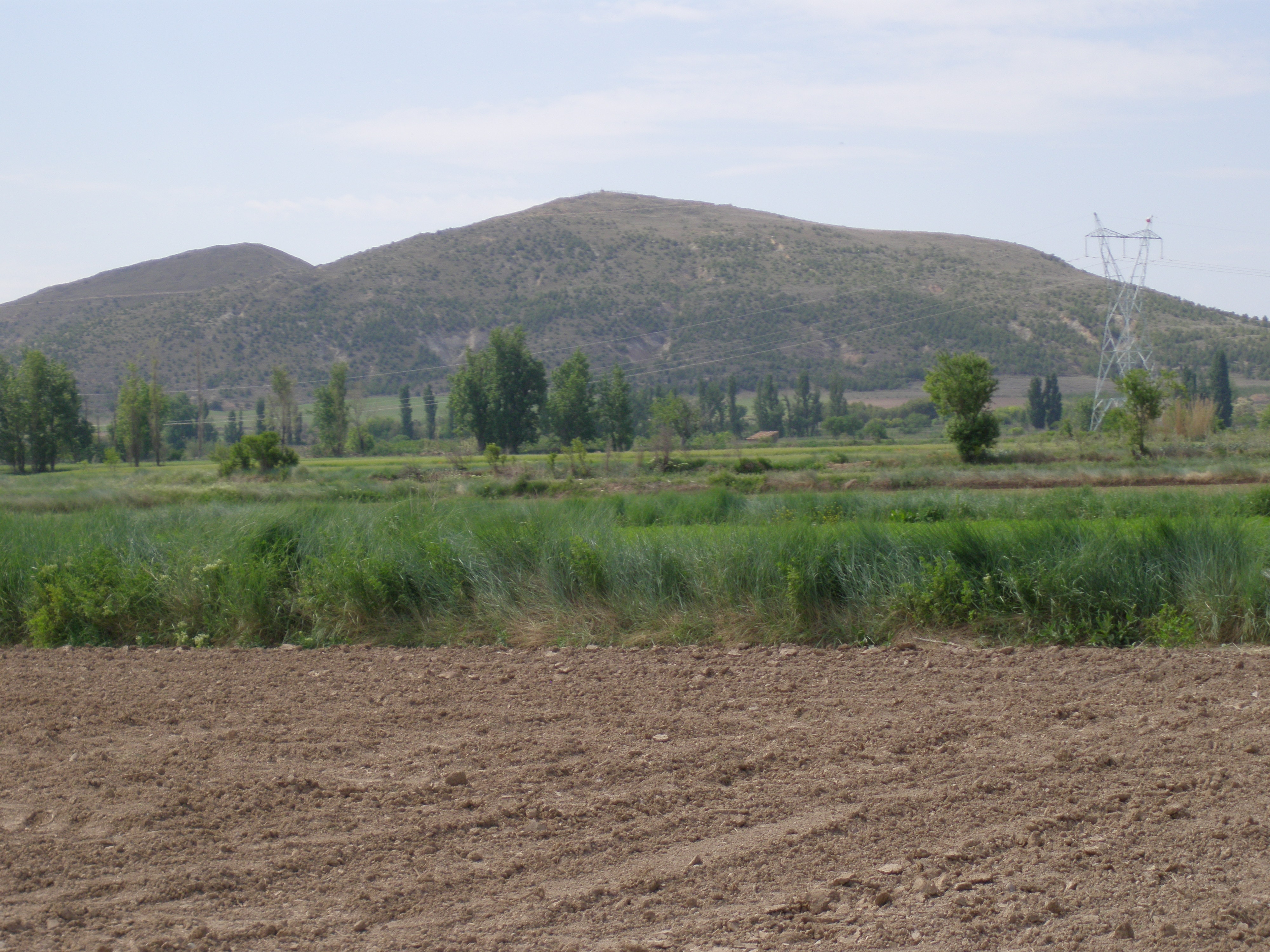
Cerros donde se encuentran los yacimientos de Burrén Berrena.

Existen cinco yacimientos protegidos como Bienes de Interés Cultural, del tipo inmuebles:
- Morredón I y Morredón II;
- Burrén-Burrena, pertenecientes a la cultura de los Campos de Urnas;[14]
- Cabezo de La Cruz, con cerámica excisa.[3]

Todos ellos pueden ponerse en relación con el gran poblado de Cortes en Navarra, cercano a Fréscano y con el de El Convento (Mallén). El gran poblado de Cortes está considerado uno de los grandes yacimientos de la Edad del Hierro del valle del Ebro.

## Patrimonio
Palacio de los duques de Villahermosa
El palacio de los duques de Villahermosa es un edificio muy característico de Fréscano. En el siglo X se construyó este castillo que posteriores reformas le llevaron a convertirse en palacio. En origen era, junto con la iglesia de Nuestra Señora del Pilar, un único conjunto, correspondiente al castillo medieval. A su alrededor se edificaron diversas casas que estaban habitadas por los siervos que trabajaban para los dueños del palacio. Al estar situado al límite con la provincia de Soria y Navarra, ha cambiado de manos en reiteradas ocasiones debido a los conflictos fronterizos. Este palacio tenía un patio central de caballerizas, de donde partía una escalera monumental que daba acceso a una galería con arcos desde donde se distribuían las habitaciones del palacio. En el castillo existía una ventana, aún conservada, por la cual los duques de Villahermosa podían escuchar la misa sin tener que mezclarse con el resto del pueblo. Fue reformado en el siglo XVII, de forma que el castillo se convirtió en palacio por cuestiones de habitabilidad, ya que lo utilizaban principalmente en verano, donde practicaban una de sus aficiones: la caza. En el siglo comienzo del siglo XXI se encontraba completamente en manos de dos entidades privadas y en bastante mal estado de conservación. A partir del 22 de mayo de 2008 el Hospital de Borja dona al Ayuntamiento de Fréscano la parte que le pertenecía con el fin de posibilitar la inmediata rehabilitación.
Iglesia de Nuestra Señora del Pilar
La iglesia de Nuestra Señora del Pilar se encuentra situada en el centro del pueblo. Es de construcción bastante modesta, con planta de cruz y una sola nave cubierta con bóveda de lunetos, y cúpula ciega sobre pechinas en el crucero. Es obra barroca, de finales del siglo XVII.
La torre sube de planta cuadrada, de ladrillo y tapial, con el cuerpo superior octogonal, asentado entre cuatro pilastras y con vanos para las campanas. Remata con breve tejadillo donde se aposenta el clásico nido de cigüeñas.
En el interior del tempo se conservan retablos de los siglos XVII y XVIII y un calvario del siglo XVI, de madera policromada. Las obras más antiguas son dos esculturas en alabastro de la Virgen y San Juan, del siglo XV.
Ermita de la Virgen de la Huerta
La Ermita de Santa María de la Huerta es un edificio del siglo VIII que se levanta a las afueras del pueblo. Se puede decir que el estilo de la ermita es románico en la transición al gótico. Esta ermita es un edificio sencillo, de nave única, con bóveda de cañón apuntado. Fue reformada en el XVI; se rehízo el presbiterio, cubriéndolo con bóveda estrellada. Lo más destacable de esta ermita son las pinturas murales al fresco encontradas en su interior, pertenecientes a los siglos XIII y XIV. Parece que representan un pantocrátor con un grupo de apóstoles a cada lado. La ermita está declara Bien de Interés Cultural desde 2001.
Casa de las elevaciones
La casa de las elevaciones proporciona un sistema de riego que permite llevar agua a zonas por encima del nivel del agua disponible. Fue el primer municipio de toda España que se regó con aguas elevadas.[cita requerida] El agua es tomada del Canal de Lodosa. La casa de las elevaciones se terminó de construir en el año 1936, con su posterior inauguración el 13 de octubre de ese mismo año. Fue construida por el arquitecto don Aureliano Armingol. A finales de la década del 2000 se encontraba en proceso de restauración, aunque una segunda casa de elevaciones que está en funcionamiento. Su función es, a través bombas hidráulicas, elevar por tuberías agua desde el Canal de Lodosa a la llamada "Acequia Madre", que es la que la distribuye a las diferentes acequias de la población para el riego de los campos de cultivo. La utilización de aguas elevadas, a pesar del gran coste económico que supone a los agricultores, ha hecho de Fréscano una población en la que prevalece el regadío sobre el secano. La gran balsa impermeabilizada, antiguamente llamada "Estanque", en la cual se procede a su llenado nocturno permite acumular agua utilizando energía eléctrica de horas valle. Por lo tanto, se llena de noche y por el día se vacía para poder distribuir a las diferentes acequias del municipio y regado de los campos de cultivo.
Para regar los campos de cultivo, existe un órgano llamado "Comunidad de regantes" que vela para el uso ordenado y bajo petición del agricultor para poder regar sus fincas. Cada agricultor paga por hanegada de tierra regada.

## Edificios públicos
- Centro de día: construido en el año 2000, también se le conoce como "Centro Social". Está situado en la plaza del Ganado. En él se realizan diversas actividades: sociales, culturales, recreativas y principalmente como centro de salud.
- Sala polivalente: popularmente conocido por "Pabellón". Es un edificio que antiguamente pertenecía a las escuelas nacionales. Formada la concentración escolar en el municipio de Mallén, pasó a desempeñar un uso público para el pueblo. Como sala polivalente que es, alberga acontecimientos populares.
- Botiquín farmacéutico.

## Fiestas
Virgen del Pilar y San Antón
El 2 de enero se celebra la Venida de la Virgen del Pilar. El 17 de ese mismo mes se honra a San Antón, con el encendido de la tradicional hoguera en el centro del pueblo y la bendición de los animales dando tres vueltas al pilar de San Antón. También se celebran fiestas patronales en honor a la Virgen del Pilar del 12 al 16 de octubre.
Semana Santa
El Domingo de Resurrección, el pueblo aparece totalmente "enramado" con laurel, que los jóvenes quintos de ese año, se encargan de adornar. En las casas se les deja algún obsequio, como vino, chorizo, pastas...
También el Domingo de Resurrección los habitantes del pueblo acuden a la Ermita de Nuestra Señora de la Virgen de la Huerta para trasladarla a la iglesia de Nuestra Señora la Virgen del Pilar.
Al salir el sol, se realiza un rito que consiste en que el párroco le levanta el velo en señal de que Jesús ha resucitado. Esta Virgen sale engalanada de su Ermita llena de caramelos. Es transportada a la iglesia por los quintos que con anterioridad han enramado el pueblo. Se le hace unas reverencias que consisten en arrodillarse en tres ocasiones con unos pendones. Después de este ritual se inicia la procesión por la localidad hasta la iglesia en la cual estará una semana. El domingo siguiente vuelve la Virgen a su ermita hasta el año siguiente.
Fiestas de verano
En el año 2002 se crearon fiestas en verano. Estas no tienen otra finalidad que sustituir a las fiestas de San Antón, ya que por cuestiones climatológicas las personas no participaban tanto como en verano.

## Personajes relevantes
- Los duques de Villahermosa son una de las familias nobles relevantes del antiguo Reino de Aragón y una de las familias aristócratas reconocidas de España y hasta hace poco se apellidaban Azlor de Aragón.[cita requerida] Su origen se encuentra en Alfonso de Aragón y Escobar, un hijo bastardo de Juan II de Aragón, hermanastro de Fernando II de Aragón El Católico, que recibió el título de duque de la villa de Villahermosa del Río (Castellón). Además están emparentados tanto con San Francisco Javier como con San Ignacio de Loyola. El lema de la familia es "Sanguine empta, sanguine tuebor". En la casa de Villahermosa se fueron juntando los títulos de duque de Palata, duque de Luna, duque de Granada de Ega,, marqués de San Felices, marqués de Narros, marqués de Cabrega, marqués de Valdetorres, conde de Cortes, conde de Guara, conde de Javier, conde de Luna, conde del Real.
En Madrid su residencia, a partir del siglo XVIII, estaba emplazada en el cruce del Paseo del Prado y la Carrera de San Jerónimo. La familia sigue conservando sus otras dos casas solariegas: la casa de Pedrola, situada en el municipio del mismo nombre, y la casa de Narros en Zarauz. Una rama de esta familia está en el origen mismo del pueblo.

### Biografía
- Madoz, Pascual (1850). Diccionario geográfico-estadístico-histórico de España y sus posesiones de Ultramar. Volumen VIII. Madrid. p. 638. Consultado el 19 de agosto de 2010.
- Maluquer, Juan (1954). «Los poblados de la Edad del Hierro, de Cortes de Navarra» (PDF). ZEP 5: 22. Consultado el 19 de agosto de 2010.